# Rajko Pirnat

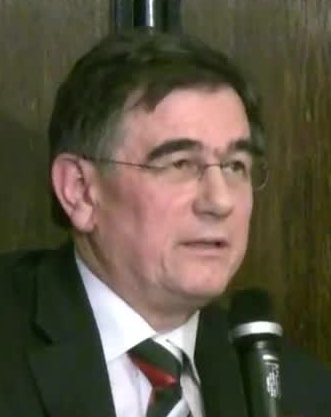
Rajko Pirnat in 2010

Rajko Pirnat (1951) is een Sloveens jurist en politicus. Hij was afgevaardigde in het parlement na de verkiezingen in 1990 voor de Sloveense Democratische Bond. In het daarop gevormde kabinet Peterle was Pirnat minister van justitie (1990-1992). Na de omvorming van de Sloveense Democratische Bond tot Democratische Partij verliet Pirnat de partij en werd voorzitter van de nieuw ontstane conservatieve Nationaaldemocratische Partij. Na de verkiezingsnederlaag van de nationaaldemocraten sloten deze zich deels aan bij de Sociaaldemocratische Partij van Slovenië en deels bij de christendemocraten, terwijl Pirnat zich uit de actieve politiek terugtrok. 
Rajko Pirnat doceert aan de rechtenfaculteit van de universiteit van Ljubljana, waar hij zich specialiseert in het bestuursrecht. Als een van 's lands bekendste juristen is hij echter nog steeds in beeld en becommentarieert ook actuele vraagstukken. In de door de Europese Unie met argusogen gevolgde Geschrapten-affaire heeft Pirnat het Constitutionele Hof verdedigd.
- International Standard Name Identifier: 0000 0004 2266 7025
- Virtual International Authority File: 305751923